# Cẩm Thịnh (xã)
Cẩm Thịnh là một xã thuộc huyện Cẩm Xuyên, tỉnh Hà Tĩnh, Việt Nam.

## Địa lý
Xã Cẩm Thịnh có diện tích 77,3 km², dân số năm 1999 là 6.366 người, mật độ dân số đạt 82 người/km².
Từ xa xưa trên địa bàn xã này có tuyến kênh Nhà Lê nối từ  kinh đô Hoa Lư đến Đèo Ngang đi qua, là tuyến đường thủy  đầu tiên trong lịch sử Việt Nam và được coi là tuyến đường Hồ Chí Minh trên sông vì những đóng góp cho các cuộc đấu tranh.

## Lịch sử
Ngày 17 tháng 7 năm 2019, HĐND tỉnh Hà Tĩnh ban hành Nghị quyết số 157/NQ-HĐND về việc:
- Thành lập thôn Lai Lộc trên cơ sở thôn Hòa Lạc và thôn Trường Xuân.
- Thành lập thôn Lai Trung trên cơ sở thôn Đông Trung và thôn Trung Thành.